# Bandar Anzali
Bandar Anzali (persisch بندر انزلی, DMG Bandar-i Anzalī auch Bandar-e Anzeli, kurz auch Anzali und vor der Iranischen Revolution Bandar Pahlawi / بندر پهلوی / Bandar-i Pahlavī) ist eine Hafenstadt in der iranischen Provinz Gilan am Kaspischen Meer und hat 114.105 Einwohner (Stand 2012).
Bandar Anzali ist der wichtigste iranische Handelshafen am Kaspischen Meer. Nach Teheran sind es 354 Straßenkilometer. Wegen des kontinuierlichen Absinkens des Wasserspiegels im Kaspischen Meer ist ein konstantes Ausbaggern erforderlich, um den Hafen für kleine Schiffe bis 1000 t geöffnet zu halten. Der Haupthafen liegt am Eingang einer Lagune, mit Zollämtern auf der Ostseite. Auf der Westseite ist ein moderner Sommererholungsort.
Die Stadt war früher bekannt unter dem Namen Enzeli, später zu Ehren des Schahs Mohammad Reza Pahlavi als Bandar Pahlawi oder Bandar-e Pahlavī.  Nach dem Sturz des Schah-Regimes wurde sie wieder in Bandar-i Anzalī zurückbenannt. In Anzali befindet sich auch ein polnischer Friedhof (Fluchtlinie im Zweiten Weltkrieg 1942). Er ist der zweitgrößte polnische Friedhof in Iran.

## Sehenswürdigkeiten
Interessant ist der Hafen mit dem Fischmarkt. Von dort sind Boots- und Angelfahrten in das Flussdelta des Sefid Rud bzw. das Binnengewässer (Mordab) mit seiner sehr abwechslungsreichen Pflanzen- und Tierwelt möglich. Eine Spezialität ist der günstig angebotene Stör – der Kaviar wird in der hier ansässigen staatlichen Fischereistation verarbeitet.

## Verkehr
Es besteht eine Fährverbindung nach Baku (Aserbaidschan). Bandar Anzali besitzt eine gute Straßenanbindung – die Fahrt über Landstraßen ist trotzdem beschwerlich und sollte nur tagsüber durchgeführt werden.

## Wetter
Durch die Lage am Kaspischen Meer nördlich des Elburs-Gebirges herrscht gemäßigtes Klima mit teilweise viel Niederschlag vor. Im Winter kann es in Bandar Anzali allerdings auch zu Schneefall kommen.

## Galerie

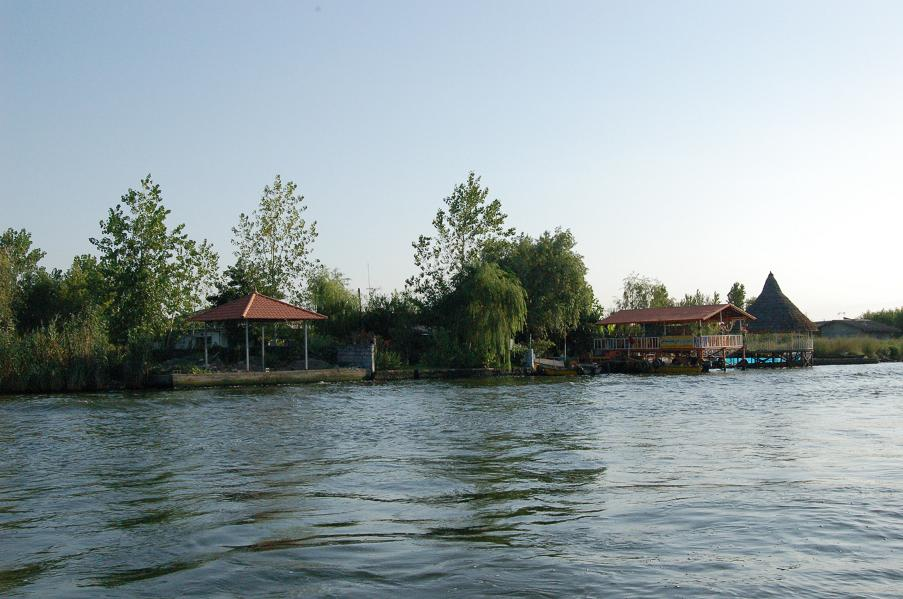
Lagune in Bandar-e Anzali
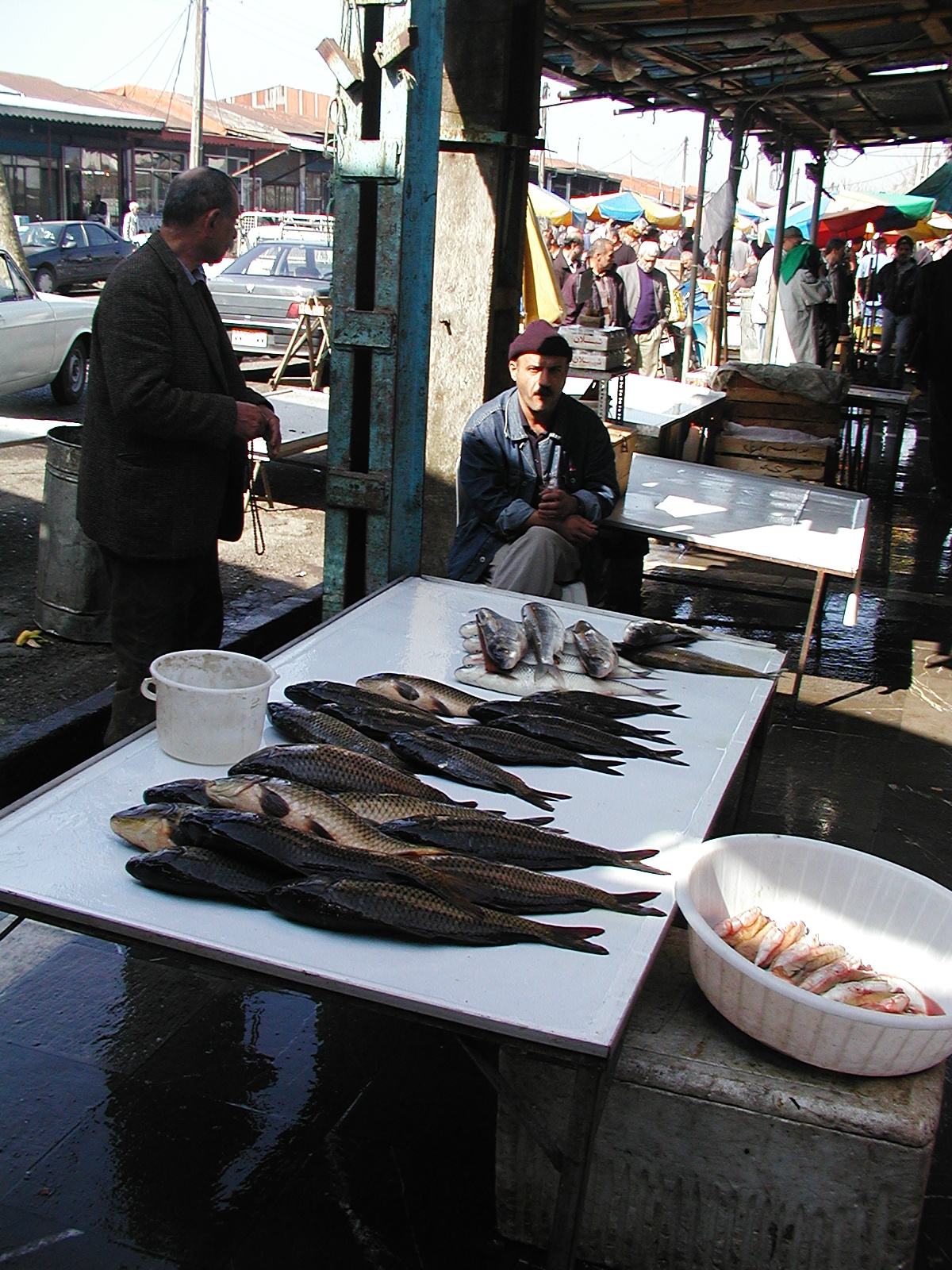
Fischmarkt

## Persönlichkeiten
- Saeed Salarzadeh (* 1983), Fußballspieler
- Nazanin Malaei (* 1992), Ruderin